# Uncie (unitate de masă)

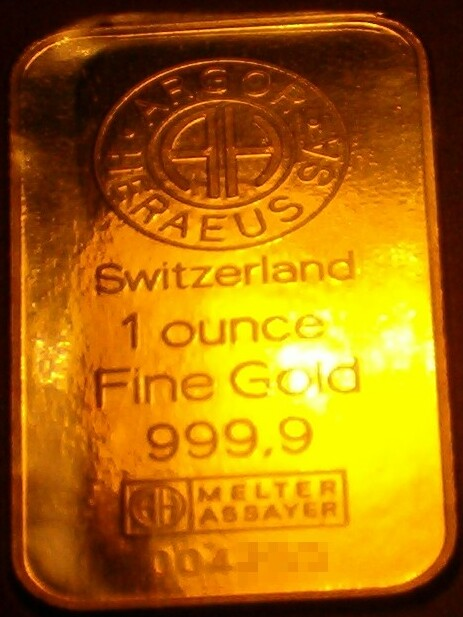
Uncia troy este o unitate tradițională de masă pentru metale și pietre prețioase.

Uncia (simbol oz) este o veche unitate de masă, folosită încă în unele țări, a cărei valoare este cuprinsă între 24 și 33 de grame.

## Etimologie
Cuvântul din română uncie provine din latină ūncia, care, la rândul, său provine de la protoindoeuropeanul *oinoko- (care este, de asemenea, un derivat din rădăcina *oino-, care a primit sufixul ko). Ūncia a fost unitatea fracționară de masă folosită de romani, care foloseau fracții dodecimale; termenul ūncia, cu alte cuvinte, însemna „a douăsprezecea parte”. În contex monetar, „uncia” corespundea la 1/12 dintr-un as. La rândul său, 1 uncie (unitate de masă) = 1/12 libră romană. (inițial, libra era divizată în 16 uncii, iar ulterior, a fost împărțită în 12 uncii). De remarcat și faptul că termenii din engleză inch, unde 1 inch = 1/12 feet, și ounce provin din același cuvânt latinesc, ūncia.

## Variante
- În timpul romanilor, uncia romană, (în latină ūncia), era egală cu o douăsprezecime (în latină ūncia este « a douăsprezecea parte dintr-un întreg »[3] dintr-o livră romană, și valora 27,264 grame.
- Înainte de adoptarea sistemului metric, în Franța, în 1794, uncia era o unitate de măsură egală cu a șaisprezecea parte dintr-o livră de Paris, și valora 30,594 grame.
- Uncia troy sau Uncia monetară (simbol ozt) este egală cu o douăsprezecime dintr-o livră și valorează 31,1034768 grame; uncia troy se folosește  ca unitate de măsură pentru cotarea metalelor prețioase și a pietrelor prețioase.
- Uncia avoirdupois (simbol oz av) este o unitate de măsură de masă și este egală cu a șaisprezecea parte dintr-o livră avoirdupois și valorează 28,349 grame, în Sistemul avoirdupois. Această unitate este utilizată de națiunile din Commonwealth și de către Statele Unite ale Americii.
- Uncia lichidă (simbol fl oz, iar în Canada francofonă: oz liq) este o unitate de volum, a cărei valoare este de 28,413 ml în Sistemul de Unități Imperial, și de 29,573 ml în Sistemul de Unități American.
- În neerlandeză ons nu este o unitate de masă oficială, dar rămâne folosită deseori: 1 ons = 100 de grame.
- Uncia era folosită și în Țările Române, înainte de introducerea sistemului metric. Acest termen mai este folosit pentru exprimarea unei cantități foarte mici.[2] Variante ale cuvântului din română uncie sunt unție, unță. Cuvântul românesc uncie este împrumutat din latină ūncia[2], iar variantele sale, unție, unță din germană Unze. Cf. Versurile populare „până țese-un cot de pânză, mâncă șapte unți de brânză”.[2]